# Quilombo de Rodrigues

## Localização
A Comunidade quilombola de Rodrigues situa-se na cidade Brumadinho-Minas Gerais. Possui divisa com  São José do Paraopeba que é um dos distritos brumadinheses. Encontra-se a aproximadamente 9,1 km do conjunto rural Fazenda dos Martins. E a 28,1 km da comunidade de córrego de Feijão. Local onde ocorreu o Rompimento da Barragem em Brumadinho.
Rodrigues faz parte do quadrilátero quilombola de Brumadinho, juntamente com outras 3 comunidades. Sendo elas os quilombolos de Sapé, Ribeirão e Marinhos.

## Comunidade
A comunidade é formada por descendentes de Africanos. Que trabalhavam nas fazendas da região no período da escravidão Brasileira. E se localiza no território da antiga fazenda escravocrata de Rodrigues. Durante o segundo mandado do presidente Luiz Inácio Lula da Silva  recebeu do Instituto Nacional de Colonização e Reforma Agrária (INCRA) e da Fundação cultural Palmares. Por meio da PORTARIA N 135 publicado no Diário Oficial da União (DOU), em 27 de outubro de 2010 o reconhecimento oficial de comunidade quilombola. 

## Liderança Quilombola e Preservação do conhecimento Ancestral
Nos últimos aproximadamente 100 anos da comunidade  foi marcado pela liderança de pessoas que lutaram para a preservação do conhecimento ancestral e a passagem hereditária da cultura, bem como, da sabedoria afro-brasileira para seus descendentes. Atualmente seus descendentes continuam valorizando, cultivando e propagando os saberes e conhecimentos ancestrais para seus jovens quilombolas. 

## Principais datas festivas
- Dia 5 de maio. Festa da Santa Cruz.Igreja Nossa Senhora Da Rosa Mistica
- Tradicional Festa Junina do Pelonha.
- Festa consciência Negra em novembro(Rotativa entre as 4 comunidades Quilombolas).